# Sers (Altos Pirenéus)
Sers é uma comuna francesa na região administrativa de Occitânia, no departamento dos Altos Pirenéus. Estende-se por uma área de 29,91 km². Em 2010 a comuna tinha 117 habitantes (densidade: 3,9 hab./km²).